# DIP-V-15103
DIP-V-15103 — образец янтаря, который содержит перья и кусочки кожи, принадлежащие хищному динозавру-тероподу, жившему около 99 миллионов лет назад. Неформально этот образец носит название «Ева», в честь палеоботаника Евы Коппельгус, жены одного из авторов исследования Филипа Карри.

## Образец
Образец является бирманским янтарём. Он был найден в долине Хуконг (Мьянма, штат Качин). Сотрудники Китайского Геологического Университета купили его в 2015 году на янтарном рынке в Бирме. Впоследствии он был выкуплен Китайским палеонтологическим институтом Дэсюй и был включён в каталог под номером DIP-V-15103.
Бирманский янтарь возник в меловой период.
Проведённая в 2012 году уран-свинцовая датировка кристаллов циркона из пород, содержащих бирманский янтарь, показала его возраст равным 98,79 ± 0,62 млн лет (ранний сеноман), что близко к границе с альбским ярусом.
Образец имеет яйцевидную форму. Его размеры: 35,5 мм × 25,5 мм × 11,5 мм, масса: 6,5 г.

## Хвост динозавра
Образец содержит остатки хвоста длиной около 35 мм, покрытого перьями. 
Образец был исследован группой ученых под руководством Син Лиды. Результаты исследования были опубликованы в декабре 2016 года в журнале Current Biology.
Исходя из размеров хвоста, учёные предполагают, что этот хвост принадлежит детёнышу. В образце хорошо видны два позвонка. Экстраполируя длину позвонков, исследователи предполагают, что всего в этом образце восемь полных позвонков. Исходя из структуры позвонков, можно предположить, что в образце присутствует середина хвоста. Всего же хвост мог содержать, по крайней мере, 15, а скорее всего, более чем 25 позвонков. Опираясь на структуру позвонков и перьев, учёные считают, что хвост принадлежал целурозавру. Более того, учёные полагают, что это был нептичий динозавр (не относящийся к кладе Avialae).
Однако с полной уверенностью утверждать это нельзя. Химический анализ показал, что мягкие ткани содержат двухвалентное железо — вероятно, следы пятен крови.
Перья местами сохранили свой первоначальный цвет (каштановый сверху, белёсый снизу). Динозавр предположительно был размером с воробья.

## Значение
Отдельные перья динозавров, застывшие в янтаре, находились и раньше. Однако это первый обнаруженный янтарь, который содержит остатки скелета динозавра, что позволяет связать перья с динозаврами. Кроме того, этот образец является серьёзным свидетельством того, что оперение было не только у летающих динозавров. Исследование этих остатков позволяет пролить свет на историю эволюции и структуру перьев динозавров.